# Andrés Vilches
Andrés Alejandro Vilches Araneda (ur. 14 stycznia 1992 w Talcahuano) – chilijski piłkarz występujący na pozycji napastnika, reprezentant Chile, od 2023 roku zawodnik Ñublense.
Jest bratem Eduardo Vilchesa, również piłkarza.